# ルイ2世 (モナコ公)
ルイ2世（Louis II, 1870年7月12日 - 1949年5月9日）は、モナコ公（在位：1922年 - 1949年）。
父はモナコ公アルベール1世、母はイギリス貴族であるハミルトン公爵ウィリアム・ハミルトンの娘メアリー・ヴィクトリア。

## 生涯

### 幼少期
ドイツのバーデン＝バーデンで生まれた。結婚当初から、19歳と若く気の強いメアリー・ヴィクトリアは夫アルベールを嫌い、ルイが生まれても夫婦の不仲は変わらなかった。生まれて間もないルイとメアリー・ヴィクトリアはモナコを永久に去り、1880年に2人は正式に離婚した。ルイは、母と母の再婚相手トルナ公タッシロ、異父妹アレクサンドラと暮らし、実の父に会うことはなかった。11歳になって、彼は未来の後継者としてモナコに呼び戻された。
ルイの父アルベール1世は、モナコを文化活動の中心にしようとし、学術的な成果でも世界に知られていた。しかし愛情薄く近寄りがたい父親は、ルイが十分に成長したとみるや、フランスへ行かせた。ルイはサン・シール陸軍士官学校へ入学した。卒業すると、彼は軍での相応しい地位を求めて、紛争やまないフランス領北アフリカへ、フランス外人部隊の一員として赴任した。

### 公位継承問題
アルジェリア滞在中、ルイはキャバレーの歌手で3歳年上の女性マリー・ジュリエット・ルーヴェと出会い、たちまち熱烈な恋愛関係に陥った。彼女が別れた夫との間に一男一女がいることなどおかまいなしにである。アルベール1世は息子の醜聞を知ると、彼女が一般人、それもキャバレーの歌手という公家には相応しくない身分であるため、正式な結婚を許可しなかった。ルイは父の意向を無視して1897年にマリーと結婚した（ただ、この結婚には法的な証拠が残っていない）。1898年、コンスタンティーヌで2人の間に娘シャルロット・ルイーズ・ジュリエットが生まれた（のちに自伝を記したレーニエ3世は、祖母にあたるマリーの記述をしていない）。
10年の軍務を務めあげ、ルイは陸軍軍人として栄誉であるレジオンドヌール勲章を受けた。1908年には、愛人と娘を残してモナコに帰国した。第一次世界大戦が勃発すると、彼はフランス陸軍に志願、第5軍に所属してマルヌ会戦で軍功をあげ、後に第65旅団の司令官となった。グリマルディ家で軍人としてルイほど活躍した者はいない。
その頃、モナコでは公位継承問題が起こっていた。アルベール1世はメアリー・ハミルトンと離婚後、リシュリュー公爵夫人アリスと再婚したものの、子供ができなかった。ルイ以後にモナコ公が誰になるのかが争点だった。現行法では男子しか継承が許されず、当時最も年長の男子は、アルベール1世の伯母フロレスティーヌの息子のウラッハ公ヴィルヘルムだった。この問題は、1911年に継承法が改正されてシャルロットがルイに正式に認知されることで決着した。さらに1918年には、シャルロットとルイが養子縁組をおこない、彼女には爵位が与えられてヴァランティノワ女公となった。ヴィルヘルムはこの年に数ヶ月だけだが、リトアニア国王ミンダウガス2世として即位したので、継承問題は辛うじて解決した（ドイツ系のモナコ公が誕生するのをフランスが嫌ったという事情もあった）。

## 文化都市モナコ
1922年にアルベール1世がパリで死去すると、ルイはルイ2世として即位した。ルイ2世は父親ほどの威厳を示すことはなかったが、モナコの名を知らしめる文化的功績を残した。1924年にサッカーのクラブチーム、ASモナコが誕生している。また1929年には、自動車レースの第1回モナコグランプリが開催され、ウィリアム・グローバー＝ウィリアムズが優勝している。ルイ2世はナポレオン・ボナパルトに関する美術品収集で知られ、のちにそれらはモンテカルロのナポレオン美術館の展示物となった。

## 第二次世界大戦
ルイ2世自身はフランス軍に長く籍を置いたためフランス寄りであったが、大戦中の公国は中立を宣言していた。陸軍時代からの仲間ペタン元帥のヴィシー政府が誕生しても、それは続いた。ルイ2世の優柔不断ゆえの中立であり、国内では対立が絶えなかった。国民の大多数がイタリア系であるため、イタリアのファシスト政権を支援する声が多かったのである。1943年、イタリア軍が侵攻し、モナコにファシスト政権が誕生した。ムッソリーニの影響下におかれるや、ドイツ軍も駐留し、ユダヤ系住民の追放を始めた。モンテカルロ・オペラ劇場を設立したルネ・ブルムも、ナチスによりアウシュヴィッツに送られて死んでいる。モナコ警察はルイ2世の秘密の指令により、ゲシュタポの捜索より前に、ユダヤ系住民に出国を警告する役割を、危険を冒しておこなっていた。
ルイ2世とは対照的に、孫のレーニエは、連合国側をあからさまに支持し続けたため、ルイ2世は中立に一層腐心しなければならなかった。1944年の数ヶ月間、モナコは共産党も参加した行政が行われた。ルイ2世による統治の問題点が指摘され、君主制廃止が議論された。

## 晩年
連合国側の勝利でモナコの独立が回復されたとき、75歳のルイ2世は公国の統治を放棄しだした。1946年からパリで暮らすようになり、同年に30歳年下の元女優ジスレーヌ・ドマンジェと、法的に初めての結婚をした。夫妻はパリ近郊の公家の私有地で暮らした。
1949年にルイ2世は亡くなり、モンテカルロのサン・ニコラ大聖堂に葬られた。1944年にシャルロット公女は公位継承辞退を表明して長男レーニエに権利を譲っており、レーニエがレーニエ3世としてモナコ公となった。

## 引用・脚注
1. ↑  “モナコ公国（Principality of Monaco） 基礎データ”. 日本国外務省 Ministry of Foreign Affairs of Japan. 2020年2月10日閲覧。